# Gentianella insubrica
Gentianella insubrica är en gentianaväxtart som först beskrevs av H. Kunz, och fick sitt nu gällande namn av J. Holub. Gentianella insubrica ingår i släktet gentianellor, och familjen gentianaväxter. Inga underarter finns listade i Catalogue of Life.